# Europese weg 471
De Europese weg 471 of E471 is een Europese weg die loopt in Oekraïne Moekatsjeve  met Lviv.

## Algemeen
De Europese weg 471 is een Klasse B-verbindingsweg en verbindt het Oekraïense Moekatsjeve met het Oekraïense Lviv en komt hiermee op een afstand van ongeveer 210 kilometer. De route is door de UNECE als volgt vastgelegd: Moekatsjeve - Lviv.